# Hans Zimmer
Hans Florian Zimmer (Frankfurt, 1957. szeptember 12. –) kétszeres Oscar-, többszörös Grammy- és háromszoros Golden Globe-díjas német zeneszerző, legismertebb művei filmzenék.

## Fiatalkora
Hans Zimmer a nyugat-németországi Frankfurt am Mainban született. Kisgyermekként Königstein-Falkensteinben élt. Otthon tanult zongorázni, s csak rövid ideig vett zongoraórákat, mivel nem szerette a hivatalos órák fegyelmezettségét. Egy Reddit beszélgetésben azt mondta: "A hivatalos képzésem egy kéthetes zongoraóra volt. Nyolc iskolából rúgtak ki. Beléptem egy zenekarba. Autodidakta vagyok, de mindig hallottam a zenét a fejemben. A 20. század gyermeke vagyok; a számítógépek nagyon hasznosak voltak." Az Ecole D'Humanité nemzetközi internátusba járt Bern kantonban. Tizenévesen Londonba költözött, ahol a Hurtwood House iskola tanulója volt. Gyermekkorában erőteljesen befolyásolták Ennio Morricone filmzenéi, és a Volt egyszer egy vadnyugat című zeneszámot idézte fel, amely arra inspirálta, hogy filmzeneszerzővé váljon. Az 1999-es Berlini Filmfesztiválon elmondott beszédében megemlítette, hogy zsidó származású, és arról beszélt, hogy édesanyja annak köszönhetően élte túl a második világháborút, hogy 1939-ben Németországból Angliába menekült. A Mashable-nek adott interjújában 2013 februárjában a szüleiről az alábbiakat mondta: "Anyám nagyon muzikális, alapvetően zenész volt, apám pedig mérnök és feltaláló. Tehát úgy nőttem fel, hogy amikor mondjuk a zongorát módosítottam, akkor anyám rémülten levegőért kapkodott, míg apám fantasztikusnak tartotta amikor láncfűrészeket és ehhez hasonló dolgokat csatoltam a zongorához, mert azt gondolta, hogy ez a technika fejlődése." 2006-ban a ZDF német televíziónak adott interjúban ezt mondta: "Apám meghalt, amikor még gyerek voltam, és ekkor a zenébe menekültem, a zene lett a legjobb barátom."

## Pályája
Zenei karrierjét többek között a The Buggles nevű zenekarban ("Video Killed the Radio Star") kezdte meg billentyűsökön és szintetizátoron játszva. Az 1980-as években Stanley Myers filmzeneszerzővel dolgozott együtt. Az áttörés 1988-ban jött el az Esőember dallamainak köszönhetően, amiért Oscar-díjra jelölték.
Azóta Zimmer jó néhány élvonalbeli produkcióhoz szerzett zenét, úgymint a Dunkirk, az Eredet, a Csillagok között, A Sötét Lovag-trilógia, Az utolsó esély, A szikla, a Tiszta románc, a Gladiátor, a Miss Daisy sofőrje, az Egyiptom hercege, a Pearl Harbor – Égi háború, Az őrület határán, A Sólyom végveszélyben, a Lánglovagok, Az utolsó szamuráj, Az időjós, a Holiday, A Da Vinci-kód, A Karib-tenger kalózai: Holtak kincse, vagy A Karib-tenger kalózai: A világ végén. 1995-ben Oscar-díjjal jutalmazták a Legjobb filmzene kategóriában Az oroszlánkirályért.
Más zeneszerzők, köztük Steve Jablonsky, James Dooley és Geoff Zanelli Zimmer Remote Control Productions (előtte Media Ventures) elnevezésű stúdiójában dolgoznak. Korábban Harry Gregson-Williams, Mark Mancina, John Powell és Klaus Badelt is tagja volt a stúdiónak.

## Díjak és jelölések
| - 1989 : Esőember (jelölés) - 1995 : Az oroszlánkirály (nyertes – Legjobb eredeti filmzene) - 1997 : Kinek a papné… (jelölés) - 1998 : Lesz ez még így se! (jelölés) - 1999 : Egyiptom hercege (jelölés) - 1999 : Az őrület határán (jelölés) - 2001 : Gladiátor (jelölés) - 2010 : Sherlock Holmes (jelölés) - 2011 : Eredet (jelölés) - 2015 : Csillagok Között (jelölés) - 2017: Dunkirk (jelölés) - 2022 : Dűne (nyert) | - 1995 : Az oroszlánkirály (nyert) - 1999 : Egyiptom hercege - 2001 : Gladiátor (nyert) - 2002 : Pearl Harbor – Égi háború - 2003 : Szilaj, a vad völgy paripája (a legjobb betétdalért jelölve) - 2004 : Az utolsó szamuráj - 2005 : Spangol – Magamat sem értem! - 2007 : A da Vinci-kód - 2009 : Frost/Nixon - 2011 : Eredet - 2014 : 12 év Rabszolgaság - 2015 : Csillagok Között - 2017 : A számolás joga - 2018 : Dunkirk - 2022 : Dűne (nyert) - 2025 : Dűne: Második rész |

| - 1991 : Miss Daisy sofőrje - 1995 : Az oroszlánkirály (Filmzene) - 1995 : Az oroszlánkirály (Legjobban hangszerelt kísérőzene, átdolgozott kompozíció) (nyert) - 1995 : Az oroszlánkirály (Legjobb gyerekeknek szólóalbum) (nyert) - 1996 : Az utolsó esély (nyert) - 2001 : Gladiátor - 2007 : A da Vinci-kód - 2007 : A Karib-tenger kalózai: Holtak kincse - 2009 : A sötét lovag (nyert) - 2011 : Eredet - 2011 : Sherlock Holmes - 2013 : A sötét lovag – Felemelkedés - 2016 : Csillagok között - 2018 : A számolás joga - 2018 : Dunkirk - 2019 : Szárnyas fejvadász 2049 - 2020 : Az oroszlánkirály - 2022 : Dűne - 2023 : Top Gun: Maverick - 2023 : Nincs idő meghalni - 2024 : Love Will Survive (legjobb vizuális médiára írt dal) - 2025 : Dűne: Második rész (nyert) | - 1993 : Játékszerek - 1996 : Az Utolsó Esély - 1997 : A szikla - 1999 : Egyiptom Hercege - 2001 : Irány Eldorádó - 2001 : Gladiátor - 2006 : Batman: Kezdődik! - 2009 : A sötét lovag (nyert) - 2010 : Sherlock Holmes - 2011 : Eredet (nyert) - 2013 : A sötét lovag – Felemelkedés - 2015 : Csillagok között (nyert) - 2025 : Dűne: Második rész |

| - 1992 : Thelma és Louise - 1995 : Az oroszlánkirály - 2001 : Gladiátor - 2009 : A sötét lovag - 2010 : Call of Duty: Modern Warfare 2 - 2011 : Eredet - 2014 : 12 Év Rabszolgaság - 2015 : Csillagok Között - 2017 : Bolygónk, a Föld 2. - 2018 : Dunkirk - 2018 : Szárnyas fejvadász 2049 - 2022 : Dűne (nyert) | - 1999 : Az őrület határán (nyert) - 2001 : Gladiátor (nyert) - 2002 : Hannibal - 2004 : Az utolsó szamuráj (nyert) - 2006 : A da Vinci-kód - 2010 : Eredet (nyert) - 2013 : 12 év rabszolgaság - 2015 : Csillagok között - 2017 : A számolás joga - 2018 : Dunkirk - 2019 : Nyughatatlan özvegyek - 2022 : Dűne (nyert) - 2023 : Top Gun: Maverick - 2025 : Dűne: Második rész |

### Emmy-díj
- 2010 : The Pacific – A hős alakulat
- 2017 : Géniusz
- 2023 : Prehisztorikus bolygó
- 2024 : Az auschwitzi tetováló
- 2024 : Bolygónk, a Föld III
- 2024 : Az auschwitzi tetováló

## Filmográfia

### Érdekességek
- Az utolsó szamurájjal jegyezte 100. score-ját.
- Zenéi gyakran felcsendülnek filmelőzetesekben.
- Nagy hatással volt rá Ennio Morricone A misszióhoz komponált zenéje.
- Kedvenc filmes zenei főtémája John Carpenter A 13-as rendőrőrs ostroma című filmjéé.
- 2000-ben a Gladiátor minden idők egyik legkeresettebb filmzenealbuma lett.
- Gyakran dolgozik Ridley Scott-tal.
- Egyik legnagyobb rajongója Steven Spielberg, aki az Az utolsó esély dallamaiba szeretett bele, azonban barátsága és hűsége köti John Williamshez, s talán csak ezért nem vált Zimmer a rendező állandó munkatársává.
- Teljesen magától tanult, mindent amit tud, megfigyelések és együttműködések útján sajátította el.